# Ahmed Mohamed El-Bashir
Ahmed Mohamed Bakheit „El-Isied” El-Bashir (arab. احمد محمد البشير; ur. w 1949) – sudański piłkarz grający na pozycji pomocnika, olimpijczyk. Złoty medalista Pucharu Narodów Afryki 1970.
28 sierpnia 1972 zagrał w pierwszym spotkaniu olimpijskim, w którym rywalem byli piłkarze Meksyku. Jego reprezentacja przegrała 0–1. W dwu kolejnych spotkaniach kadry, czyli w przegranym 1–2 meczu ze Związkiem Radzieckim, oraz w ostatniej potyczce grupowej z drużyną Birmy, również przegranej (0–2), El-Bashir nie wystąpił. Sudańczycy odpadli z turnieju po fazie grupowej.
El-Bashir zagrał w trzech z ośmiu spotkań eliminacyjnych do mistrzostw świata w Meksyku (1970). Wystąpił w spotkaniu z reprezentacją Nigerii, oraz w obu meczach z Marokiem. Pojawił się również w obu spotkaniach eliminacyjnych do mistrzostw świata w 1974 roku (bez goli).
W 1970 roku znalazł się w kadrze podczas Pucharu Narodów Afryki rozgrywanego w Sudanie. Sudańczycy zdobyli złoty medal, El-Bashir nie zagrał jednak żadnego meczu.